# ラウラ・シグムント
ラウラ・シグムント（Laura Siegemund, 1988年3月4日 - ）は、ドイツ・フィルダーシュタット出身の女子プロテニス選手。2016年の全米オープン混合ダブルスで、クロアチアのマテ・パビッチとペアを組んで優勝した。これまでにWTAツアーでシングルス2勝、ダブルス5勝を挙げている。身長168cm、体重62kg。右利き、バックハンド・ストロークは両手打ち。WTAランキング最高位はシングルス27位、ダブルス40位。

## 来歴
シグムントは3歳でテニスを始め、2006年にプロに転向。4大大会では2009年全米オープンで初めて予選に挑戦するがなかなか突破することは出来ず、初出場は6年後の2015年ウィンブルドン選手権であった。2015年はダブルスで3勝を挙げた。
2016年全豪オープンでは3回戦まで進出した。4月のポルシェ・テニス・グランプリでは予選から勝ち上がり、シモナ・ハレプ、ロベルタ・ビンチ、アグニエシュカ・ラドワンスカとトップ10選手を3人破りシングルスツアー初の決勝に進出した。決勝ではアンゲリク・ケルバーに 4–6, 0–6 で敗れた。7月のスウェーデン・オープンで2度目の決勝に進出しカテリナ・シニアコバを 7–5, 6–1 で破りシングルスツアー初優勝を果たした。2016年8月のリオ五輪で初めてのオリンピックに出場した。ベスト8に進出し準々決勝で金メダルを獲得したモニカ・プイグに 1-6, 1-6 で敗れた。
2016年全米オープンではマテ・パビッチと組んだ混合ダブルスで決勝に進出した。決勝ではココ・バンダウェイ&ラジーブ・ラム組を 6–4, 6–4 で破り優勝した。
2017年は4月のポルシェ・テニス・グランプリの決勝でクリスティナ・ムラデノビッチを 6–1, 2–6, 7–6(5) で破りツアー2勝目を挙げた。しかし5月のニュルンベルク・カップ2回戦のバルボラ・クレイチコバとの試合中に右膝を痛め途中棄権、10ヶ月の長期離脱を余儀なくされてしまった。

## WTAツアー決勝進出結果

### シングルス: 3回 (2勝1敗)
| 大会グレード                  |
| ----------------------------- |
| グランドスラム (0–0)          |
| WTAファイナルズ (0–0)         |
| プレミア・マンダトリー (0–0)  |
| プレミア5 (0-0)               |
| WTAエリート・トロフィー (0-0) |
| プレミア (1-1)                |
| インターナショナル (1–0)      |

| 結果   | No. | 決勝日        | 大会               | サーフェス | 対戦相手                     | スコア           |
| ------ | --- | ------------- | ------------------ | ---------- | ---------------------------- | ---------------- |
| 準優勝 | 1.  | 2016年4月24日 | シュトゥットガルト | クレー     | アンゲリク・ケルバー         | 4–6, 0–6         |
| 優勝   | 1.  | 2016年7月24日 | ボースタード       | クレー     | カテリナ・シニアコバ         | 7–5, 6–1         |
| 優勝   | 2.  | 2017年4月30日 | シュトゥットガルト | クレー     | クリスティナ・ムラデノビッチ | 6–1, 2–6, 7–6(5) |

### ダブルス: 8回 (5勝3敗)
| 結果   | No. | 決勝日         | 大会               | サーフェス    | パートナー                 | 対戦相手                                                          | スコア              |
| ------ | --- | -------------- | ------------------ | ------------- | -------------------------- | ----------------------------------------------------------------- | ------------------- |
| 準優勝 | 1.  | 2015年5月1日   | マラケシュ         | クレー        | マリナ・ザネフスカ         | ティメア・バボシュ クリスティナ・ムラデノビッチ                   | 1–6, 6–7(5)         |
| 優勝   | 1.  | 2015年6月14日  | スヘルトーヘンボス | 芝            | アシァ・モハメド           | エレナ・ヤンコビッチ アナスタシア・パブリュチェンコワ             | 6–3, 7–5            |
| 優勝   | 2.  | 2015年7月31日  | フロリアノーポリス | クレー        | アニカ・ベック             | マリア・イリゴエン ポーラ・カニア                                 | 6–3, 7–6(1)         |
| 優勝   | 3.  | 2015年10月25日 | ルクセンブルク     | ハード (室内) | モナ・バルテル             | アナベル・メディナ・ガリゲス アランチャ・パラ・サントンハ         | 6–2, 7–6(2)         |
| 準優勝 | 2.  | 2016年6月19日  | マヨルカ           | 芝            | アンナ＝レナ・フリードサム | マリア・ホセ・マルティネス・サンチェス ガブリエラ・ダブロウスキー | 4–6, 2–6            |
| 準優勝 | 3.  | 2018年8月25日  | ニューヘイブン     | ハード        | 謝淑薇                     | アンドレア・セスティニ・フラバーチコバ バルボラ・ストリコバ       | 4–6, 7–6(7), [4–10] |
| 優勝   | 4.  | 2018年10月19日 | モスクワ           | ハード (室内) | アレクサンドラ・パノワ     | ラルカ・オラル ダリヤ・ユラク                                     | 6–2, 7–6(2)         |
| 優勝   | 5.  | 2019年9月21日  | 広州               | ハード        | 彭帥                       | アレクサ・グアラチ ジュリアーナ・オルモス                         | 6–2, 6–1            |

## 4大大会シングルス成績
略語の説明
| W | F | SF | QF | #R | RR | Q# | LQ | A | Z# | PO | G | S | B | NMS | P | NH |

W=優勝, F=準優勝, SF=ベスト4, QF=ベスト8, #R=#回戦敗退, RR=ラウンドロビン敗退, Q#=予選#回戦敗退, LQ=予選敗退, A=大会不参加, Z#=デビスカップ/BJKカップ地域ゾーン, PO=デビスカップ/BJKカッププレーオフ, G=オリンピック金メダル, S=オリンピック銀メダル, B=オリンピック銅メダル, NMS=マスターズシリーズから降格, P=開催延期, NH=開催なし.
| 大会           | 2009 | 2010 | 2011 | 2012 | 2013 | 2014 | 2015 | 2016 | 2017 | 2018 | 2019 | 2020 | 通算成績 |
| -------------- | ---- | ---- | ---- | ---- | ---- | ---- | ---- | ---- | ---- | ---- | ---- | ---- | -------- |
| 全豪オープン   | A    | A    | A    | A    | A    | A    | LQ   | 3R   | 1R   | A    | 2R   | 2R   | 4–3      |
| 全仏オープン   | A    | A    | LQ   | A    | A    | LQ   | LQ   | 1R   | A    | 1R   | 2R   |      | 1–3      |
| ウィンブルドン | A    | A    | LQ   | A    | A    | LQ   | 1R   | 1R   | A    | A    | 2R   |      | 1–3      |
| 全米オープン   | LQ   | A    | LQ   | A    | LQ   | LQ   | 1R   | 3R   | A    | 1R   | 2R   |      | 3–4      |